# Valdelacalzada
Valdelacalzada é um município da Espanha na comarca da Terra de Badajoz, província de Badajoz, comunidade autónoma da Estremadura, de área 32,4 km². Em 2021 tinha 2 731 habitantes (densidade: 84,3 hab./km²).